# Marché missèbo
Le marché missèbo est un marché situé à Missèbo en plein cœur de la ville de Cotonou, au Bénin, en bordure de la lagune, à proximité du marché Dantokpa, le plus grand du pays,,,,.

## Produits et services
L'activité unique du marché est la vente de vêtements et d'accessoires vestimentaires (habits, chaussures, sacs etc.) de seconde main. 
La majorité des vendeurs de ce marché est d'origine étrangère. La superficie du marché est de cinq hectares. Il occupe avec le Dantokpa une surface de dix-huit hectares. Il est animé 6 jours sur 7.
Le marché accueille aussi des activités de sur-mesure,,.

## Incendie
Le 24 juin 2020, le marché est ravagé par un incendie. Plusieurs tonnes de balles de fripes et plusieurs entrepôts sont complètement consumés,,,,.